# Leporinus obtusidens
Leporinus obtusidens är en fiskart som först beskrevs av Valenciennes, 1837.  Leporinus obtusidens ingår i släktet Leporinus och familjen Anostomidae. IUCN kategoriserar arten globalt som livskraftig. Inga underarter finns listade i Catalogue of Life.